# Bacouël
 Bacouël  es una población y comuna francesa, en la región de Picardía, departamento de Oise, en el distrito de Clermont y cantón de Breteuil (Oise).

## Demografía
| 427 | 456 | 351 | 323 | 359 | 387 |
| Para los censos de 1962 a 1999 la población legal corresponde a la población sin duplicidades (Fuente: INSEE [Consultar]) |     |     |     |     |     |